# Dr. Bluthgeld, leven na de bom
Dr. Bluthgeld, leven na de bom is een sciencefictionroman van Philip K. Dick. Het werd in 1965 uitgegeven door Ace Books en werd genomineerd voor de Nebula Award. Dick hanteerde titels als In earth’s diurnal course en A terran odyssey, die laatste titel werd gebruikt bij de uitgave als kort verhaal. Editor Donald Wollheim van Ace Books adviseerde Dick de huidige titel Dr. Bloodmoney, or how we got along after the bomb; een parafrase op de filmtitel Dr. Strangelove or: How I Learned to Stop Worrying and Love the Bomb. De Nederlandstalige versie werd op de markt gebracht door uitgeverij Het Spectrum in de serie Prisma Pockets in 1969 tegen een prijs van 2,50 gulden. Iet Houwer, destijds medewerkster bij Het Vrije Volk leverde de vertaling.

## Verhaal
De bevolking van de Verenigde Staten probeert in 1981 de draad weer op te pakken, nadat in 1972 een oefening met en bovengrondse kernproef faliekant is mislukt. De verantwoordelijke wetenschapper Dr. Bluthgeld (Bloedgeld) had verklaard dat er geen gevaar was, maar zat ernaast. Door de fall-out en straling traden mutaties op bij levende mensen maar ook bij nieuwgeborenen. Een van de hoofdpersonen is Hoppy Harrington was al eerder getroffen door mislukking in de farmacie; hij mist armen en benen; hij is slachtoffer van het softenon-drama. Een ander hoofdpersoon is de eerste astronaut Dangerfield, die naar Mars vertrekt. Het leven gaat haar normale gang als er ineens onverwachts een aanval volgt, waarbij niemand eigenlijk weet of deze van buiten de VS komt of dat er sprake is van eigen vuur. Opnieuw moeten de mensen even de schuilkelders in, maar Dangerfield komt vast te zitten in een baan om de Aarde. 
Onder die omstandigheden probeert Hoppy Harrington, die psychokinetische krachten heeft ontwikkeld wraak te nemen op de wereld. Zijn hele leven lang is hij gepest met zijn focomelisch uiterlijk en hij probeert dat vervolgens de compenseren. Hij wordt langzaamaan steeds machtiger, totdat er wordt ingegrepen en hij ook wordt omgebracht. Ondertussen draait Dangerfield zijn rondjes rond de Aarde; er is geen ruimte meer om hem verder naar Mars te brengen, dan wel terug te keren naar Aarde.